# Seimone Augustus
Seimone Delicia Augustus (ur. 30 kwietnia 1984 w Baton Rouge) – amerykańska koszykarka, reprezentantka kraju, grająca na pozycji skrzydłowej, czterokrotna mistrzyni WNBA, trzykrotna mistrzyni olimpijska. Obecnie asystentka trenera Los Angeles Sparks.
W 2004 zaczęła karierę zawodową w WNBA, w drużynie Minnesota Lynx. Dwukrotna mistrzyni olimpijska 2008 i 2012. W sezonie 2011/12 występowała w rosyjskiej Superlidze, w drużynie Spartaka Moskwa.
20 lutego 2020 została zawodniczką Los Angeles Sparks. 25 lutego 2021 przedłużyła umowę z klubem.

## Osiągnięcia

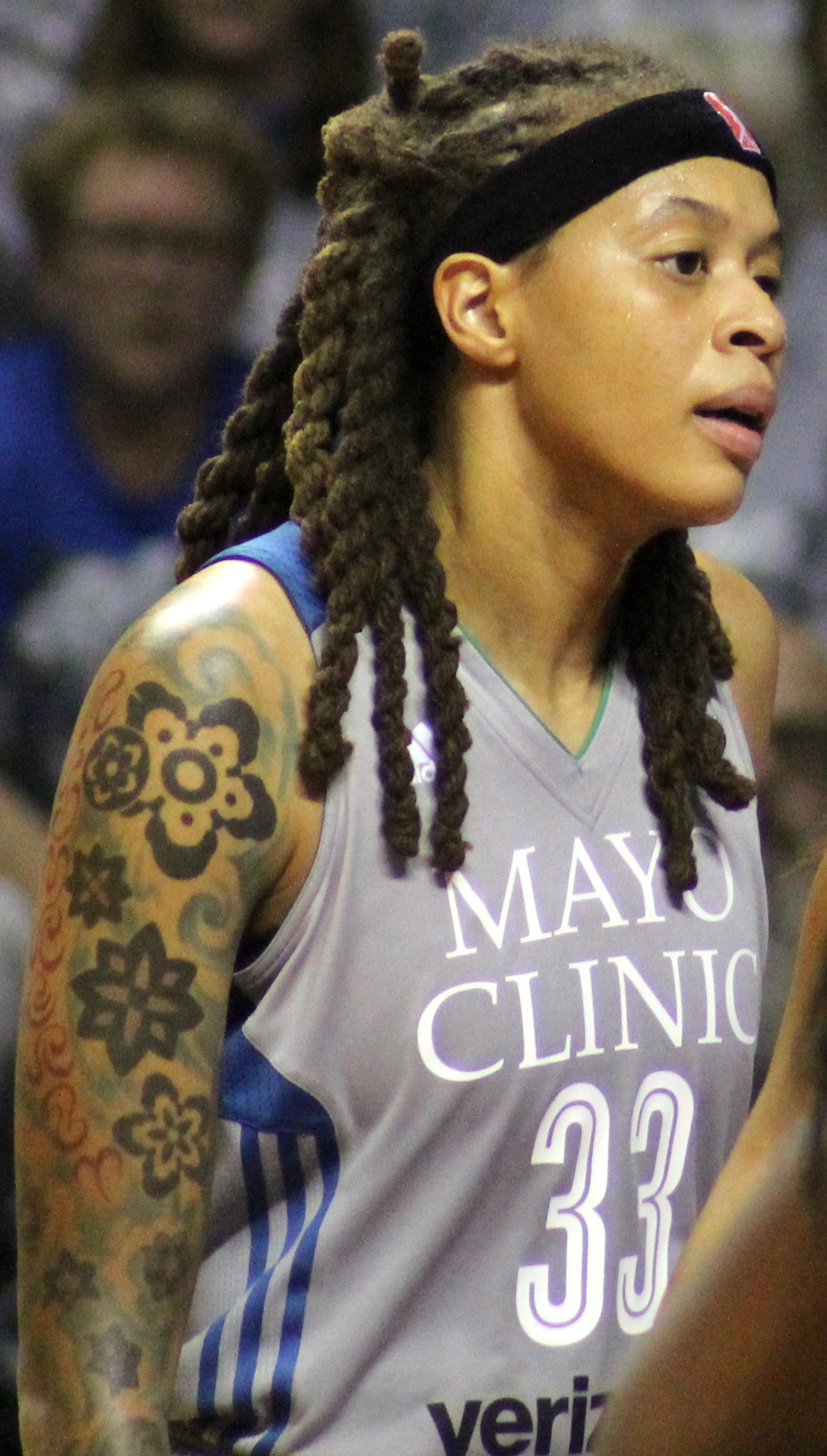
Augustus podczas mistrzostw NBA 2017.

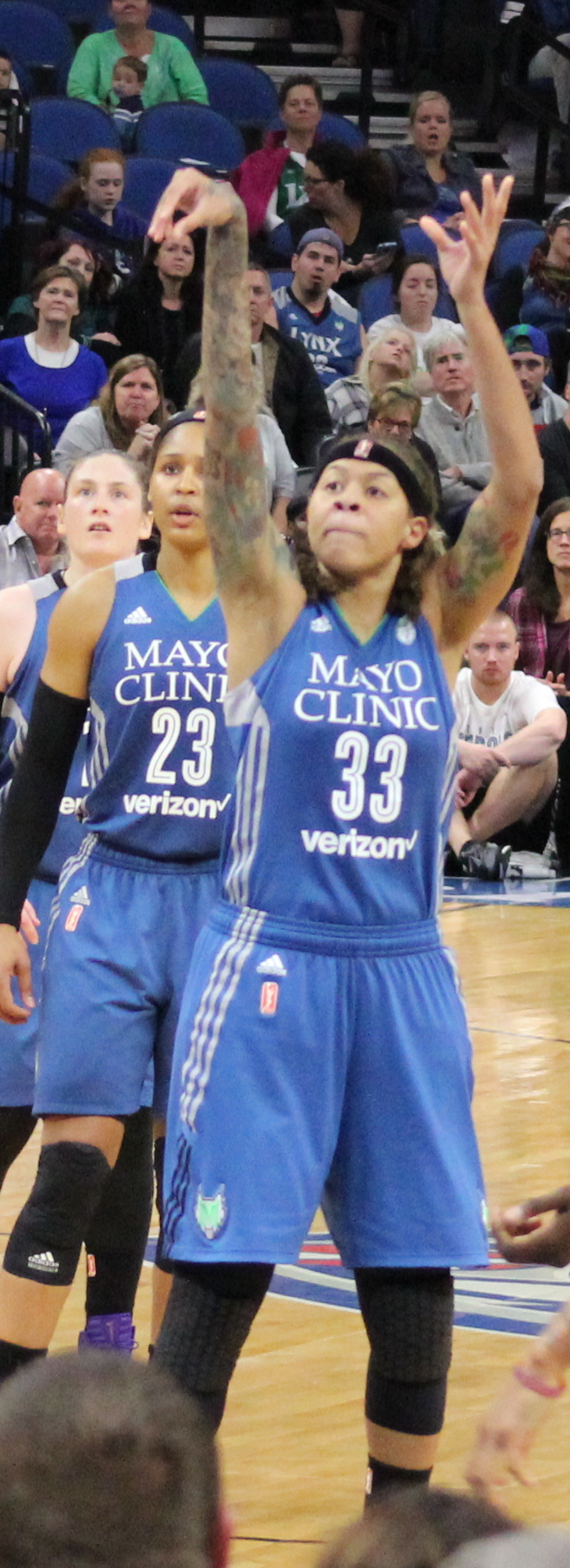
Augustus oddająca rzut podczas mistrzostw NBA 2016, obok po lewej Lindsay Whalen i Maya Moore.

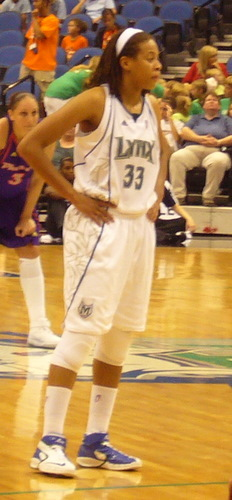
Augustus w 2007.

Na podstawie, o ile nie zaznaczono inaczej.

### NCAA
- Uczestniczka rozgrywek:
  - NCAA Final Four (2004–2006)
  - Elite Eight turrnieju NCAA (2003–2006)
- Mistrzyni:
  - turnieju konferencji Southeastern (SEC – 2003)
  - sezonu regularnego konferencji SEC (2005, 2006)
- Zawodniczka roku:
  - NCAA:
    - Wade Trophy (2005, 2006)
    - Wooden Award (2005, 2006)[7]
    - Naismith Player of the Year (2005, 2006)[8]
    - Honda Sports Award for basketball (2005, 2006)
    - Senior CLASS Award (2006)
    - według:
      - USBWA (2005)
      - Associated Press (2005, 2006)

  - SEC (2005, 2006)
- Most Outstanding Player (MOP=MVP) turnieju regionalnego NCAA (2004, 2005, 2006).
- Najlepsza pierwszoroczna zawodniczka:
  - NCAA (2003 według USBWA, Basketball Times)
  - SEC (2003)
- Sportsmenka roku SEC (2006)
- Zaliczona do:
  - I skład:
    - SEC (2004–2006)
    - turnieju SEC (2003–2006)

  - II składu SEC (2003)
- Liderka strzelczyń NCAA (2006)
- Uczelnia LSU zastrzegła należący do niej numer 33

### WNBA
- Mistrzyni WNBA (2011, 2013, 2015, 2017)
- Wicemistrzyni WNBA (2012, 2016)
- MVP finałów WNBA (2011)[9]
- Debiutantka WNBA (2006)[10]
- Uczestniczka meczu gwiazd WNBA (2006, 2007, 2011, 2013–2015, 2017, 2018)
- Zaliczona do:
  - I składu:
    - WNBA (2012)
    - debiutantek WNBA (2006)

  - II składu WNBA (2006, 2007, 2011, 2013, 2014)
  - składu:
    - WNBA Top 20@20 (2016 – 20. najlepszych zawodniczek w historii WNBA)
    - WNBA 25th Anniversary Team (2021)[11]
- Zwyciężczyni konkursu Skills Challenge WNBA (2006)
- Rekordzistka WNBA w liczbie celnych rzutów za 2 punkty (270 – 2007)[12]
- Liderka WNBA w skuteczności rzutów za 3 punkty (2020)[13]

### Drużynowe
- Mistrzyni Eurocup (2007, 2009)
- Wicemistrzyni:
  - światowej ligi FIBA (2007)
  - Eurocup (2014)
  - Turcji (2011)[14]
  - Rosji (2012, 2013)[15]
- Brąz:
  - Euroligi (2015)
  - mistrzostw Rosji (2014–2016)[16][17][18]
  - pucharu Rosji (2014)
- Zdobywczyni pucharu:
  - Rosji (2015, 2016)[17][18]
  - Turcji (2009, 2011)[14]
  - Prezydenta Turcji (2008)[19]
- Finalistka pucharu:
  - Prezydenta Turcji (2010)[14]
  - Rosji (2013)[15]

### Indywidualne
(* – nagrody przyznane przez portal eurobasket.com
- MVP EuroCup (2009)
- Uczestniczka meczu gwiazd Euroligi (2011)[20]
- Najlepsza zawodniczka występująca na pozycji obronnej ligi tureckiej (2009)*[19]
- Zaliczona do*:
  - I składu:
    - ligi:
      - tureckiej (2009, 2011)[19][14]
      - rosyjskiej (2013, 2014, 2015)[15][16][17]

    - najlepszych zawodniczek zagranicznych ligi:
      - tureckiej (2009, 2011)[19][14]
      - rosyjskiej (2013, 2014, 2015)[15][16][17]

  - składu honorable mention (2012)[21]

### Reprezentacja
Drużynowe
- Mistrzyni:
  - olimpijska (2008, 2012, 2016)
  - świata:
    - 2014
    - świata U–21 (2003)

  - Ameryki (2007)
  - uniwersjady (2005)
  - turnieju:
    - FIBA Diamond Ball (2008)
    - Opals World Challenge (2006)
- Brązowa medalistka mistrzostw świata (2006)

Indywidualne
- MVP mistrzostw świata U–21 (2003)
- Koszykarka roku USA Basketball (2003)

## Życie prywatne
Jest wyoutowaną lesbijką, co ujawniła publicznie w 2012 r.